# Ormyromorpha trifasciata
Ormyromorpha trifasciata är en stekelart som beskrevs av Girault 1913. Ormyromorpha trifasciata ingår i släktet Ormyromorpha och familjen puppglanssteklar. Inga underarter finns listade i Catalogue of Life.